# Bulwer–Lytton Fiction Contest
Tenu régulièrement chaque année à la même date, le Bulwer–Lytton Fiction Contest est une compétition satirique organisée par le département d'anglais de l'université d'État de San José (Californie) qui vise à récompenser la pire première phrase d'un roman ou d'une nouvelle ; le concours doit son nom à l'écrivain Edward Bulwer-Lytton qui commença son roman Paul Clifford (1830) avec une longue phrase alambiquée débutant par « It was a dark and stormy night » (qui peut se traduire par « c'était par une sombre nuit d'orage… »), formule devenue depuis un célèbre cliché du genre mélodramatique et abondamment parodiée, notamment avec les ambitions littéraires de Snoopy dans Peanuts.

## Vainqueurs
| Année | Vainqueur                                                 |
| ----- | --------------------------------------------------------- |
| 2016  | William "Barry" Brocket Tallahassee, Florida              |
| 2015  | Dr. Joel Phillips West Trenton, New Jersey                |
| 2014  | Elizabeth Dorfman Bainbridge Island, Washington           |
| 2013  | Chris Wieloch Brookfield, Wisconsin                       |
| 2012  | Cathy Bryant Manchester, Royaume-Uni                      |
| 2011  | Sue Fondrie Appleton, Wisconsin                           |
| 2010  | Molly Ringle Seattle, Washington                          |
| 2009  | David McKenzie Federal Way, Washington                    |
| 2008  | Garrison Spik Washington (district de Columbia)           |
| 2007  | Jim Gleeson Madison (Wisconsin)                           |
| 2006  | Jim Guigli Carmichael (Californie)                        |
| 2005  | Dan McKay Fargo (Dakota du Nord)                          |
| 2004  | Dave Zobel Manhattan Beach, Californie                    |
| 2003  | Mariann Simms Wetumpka, Alabama                           |
| 2001  | Sera Kirk Vancouver, Colombie-Britannique                 |
| 2000  | Gary Dahl Los Gatos, Californie                           |
| 1999  | Dr David Chuter Kingston upon Thames, Surrey, Royaume-Uni |
| 1998  | Bob Perry Milton, Massachusetts                           |
| 1997  | Artie Kalemeris Fairfax, Virginie                         |
| 1996  | Janice Estey Aspen, Colorado                              |
| 1995  | John L. Ashman Houston, Texas                             |
| 1994  | Larry Brill Austin, Texas                                 |
| 1993  | Wm. W. « Buddy » Ocheltree Port Townsend, Washington      |
| 1992  | Laurel Fortuner Montendre, France                         |
| 1991  | Judy Frazier Lathrop, Missouri                            |
| 1990  | Linda Vernon Newark, Californie                           |
| 1989  | Ray C. Gainey Indianapolis, Indiana                       |
| 1988  | Rachel E. Sheeley Williamsburg, Indiana                   |
| 1987  | Sheila B. Richter Minneapolis, Minnesota                  |
| 1986  | Patricia E. Presutti Lewiston, New York                   |
| 1985  | Martha Simpson Glastonbury, Connecticut                   |
| 1984  | Steven Garman Pensacola, Floride                          |
| 1983  | Gail Cain San Francisco, Californie                       |